# Cienfuegos (club de fútbol)
Cienfuegos es un club de fútbol cubano ubicado en Cienfuegos que actualmente juega en la Campeonato Nacional de Fútbol, la primera división del fútbol nacional.

## Entrenadores
- Israel Blake (2005)[4]
- Frank Pérez Espinosa (2019-2020)[3][5]
- Francisco Carrazana (2022-presente)[6][2]

## Logros
- Campeonato Nacional de Fútbol de Cuba: 5

1985, 1990, 2008, 2009, 2023